# Schönegg bei Pöllau
Schönegg bei Pöllau è una frazione di 1 376 abitanti del comune austriaco di Pöllau, nel distretto di Hartberg-Fürstenfeld (Stiria). Già comune autonomo, il 1º gennaio 2015 è stato aggregato a Pöllau assieme agli altri comuni soppressi di Rabenwald, Saifen-Boden e Sonnhofen.